# سميرة كمال
سميرة كمال ممثلة مصرية  شاركت بأدوار ثانوية في خمس أفلام خلال فترة الأربعينات.

## قائمة أفلامها
فيلم «دنانير» للمخرج أحمد بدرخان عام 1939
فيلم «لو كنت غني» للمخرج هنري بركات عام 1942
فيلم «رباب» للمخرج أحمد جلال عام 1942
فيلم «كليوباترا» للمخرج إبراهيم لاما عام 1943
فيلم «جوهرة» للمخرج يوسف وهبي عام 1943 

## وصلات خارجية
- سميرة كمال على موقع IMDb (الإنجليزية)
- سميرة كمال على موقع الدهليز
- سميرة كمال على موقع قاعدة بيانات الأفلام العربية